# Přebor Jihomoravského kraje 2008/2009
V soubojích 49. ročníku Přeboru Jihomoravského kraje 2008/09 (jedna ze skupin 5. fotbalové ligy) se utkalo 16 týmů každý s každým dvoukolovým systémem podzim–jaro. Tento ročník začal v sobotu 9. srpna 2008 kompletním 1. kolem a skončil v neděli 14. června 2009 zbývajícími dvěma utkáními 29. kola (30. kolo bylo předehráno již ve středu 6. května 2009).

## Nové týmy v sezoně 2008/09
- Z Divize D 2007/08 sestoupila do Jihomoravského krajského přeboru mužstva TJ Cukrovar Hrušovany nad Jevišovkou a ČAFC Židenice Brno.
- Ze skupin I. A třídy Jihomoravského kraje 2007/08 postoupila mužstva TJ Sokol Tasovice (vítěz skupiny A), FC Ivančice (2. místo ve skupině A) a TJ Palavan Bavory (vítěz skupiny B).[2]

## Nejlepší střelec
Nejlepším střelcem se stal Petr Malata, který Rosicím pomohl k postupu 29 góly.

## Konečná tabulka
Zdroj: 
| Poř. | Tým                                      | Z  | V  | R  | P  | VG | OG | B  |
| ---- | ---------------------------------------- | -- | -- | -- | -- | -- | -- | -- |
| 1.   | FC Slovan Rosice                         | 30 | 19 | 4  | 7  | 65 | 34 | 61 |
| 2.   | TJ Sokol Tasovice (N)                    | 30 | 16 | 10 | 4  | 48 | 30 | 58 |
| 3.   | SK Olympia Ráječko                       | 30 | 16 | 8  | 6  | 49 | 35 | 56 |
| 4.   | ČAFC Židenice Brno (S)                   | 30 | 14 | 9  | 7  | 46 | 30 | 51 |
| 5.   | FC Ivančice (N)                          | 30 | 14 | 5  | 11 | 51 | 35 | 47 |
| 6.   | FC Moravský Krumlov                      | 30 | 13 | 8  | 9  | 51 | 41 | 47 |
| 7.   | TJ Sokol Podluží                         | 30 | 11 | 8  | 11 | 37 | 47 | 41 |
| 8.   | FC Sparta Brno                           | 30 | 10 | 11 | 9  | 39 | 46 | 41 |
| 9.   | Tatran Brno-Bohunice                     | 30 | 12 | 4  | 14 | 51 | 49 | 40 |
| 10.  | TJ Kordárna Velká nad Veličkou           | 30 | 11 | 5  | 14 | 39 | 49 | 38 |
| 11.  | FK Baník Ratíškovice                     | 30 | 10 | 6  | 14 | 39 | 49 | 36 |
| 12.  | FC Kuřim                                 | 30 | 9  | 9  | 12 | 35 | 38 | 36 |
| 13.  | TJ Palavan Bavory (N)                    | 30 | 8  | 9  | 13 | 30 | 38 | 33 |
| 14.  | FC Kyjov 1919                            | 30 | 7  | 8  | 15 | 30 | 40 | 29 |
| 15.  | FC Pálava Mikulov                        | 30 | 6  | 6  | 18 | 30 | 49 | 24 |
| 16.  | TJ Cukrovar Hrušovany nad Jevišovkou (S) | 30 | 6  | 6  | 18 | 31 | 61 | 24 |

Poznámky:
- Z = Odehrané zápasy; V = Vítězství; R = Remízy; P = Prohry; VG = Vstřelené góly; OG = Obdržené góly; B = Body; (S) = Mužstvo sestoupivší z vyšší soutěže; (N) = Mužstvo postoupivší z nižší soutěže (nováček)
- O pořadí na 5. a 6. místě rozhodla bilance vzájemných zápasů: Ivančice – Moravský Krumlov 0:2, Moravský Krumlov –- Ivančice 0:4[2][4]
- O pořadí na 7. a 8. místě rozhodla bilance vzájemných zápasů: Podluží – Sparta Brno 1:1, Sparta Brno – Podluží 0:4[2][4]
- O pořadí na 11. a 12. místě rozhodla bilance vzájemných zápasů: Ratíškovice – Kuřim 3:0, Kuřim – Ratíškovice 1:2[2][4]
- O pořadí na 15. a 16. místě rozhodla bilance vzájemných zápasů: Mikulov – Hrušovany nad Jevišovkou 0:0, Hrušovany nad Jevišovkou – Mikulov 1:5[2][4]

|  | Postup do Divize D 2009/10                                |
|  | Sestup do I. A třídy Jihomoravského kraje – sk. A 2009/10 |
|  | Sestup do I. A třídy Jihomoravského kraje – sk. B 2009/10 |